# Laurie Halse Anderson
Pour les articles homonymes, voir Laurie Anderson et Anderson.
Laurie Halse Anderson, née le 23 octobre 1961 à Potsdam dans l'État de New York, est une auteure américaine, lauréate en 2023 du prix commémoratif Astrid-Lindgren. Elle a publié près de cinquante romans, écrivant avant tout pour les enfants et les jeunes adultes. Son œuvre, traitant souvent de problématiques graves telles les violences sexuelles, est menacée par la censure Outre-Atlantique.

## Biographie

### Enfance et formation
Laurie Halse Anderson naît en 1961 à Potsdam dans l'État de New York. Son nom de naissance est Laurie Beth Halse.
Elle grandit en se déplaçant dans le nord et le centre de New York.
Ses parents se nomment Frank et Joyce Halse. Son père, un pasteur de l'Église Méthodiste Unie, est un alcoolique suicidaire qui frappe sa mère, souffrant du syndrome de stress post-traumatique après avoir servi pendant la Seconde Guerre mondiale, au cours de laquelle il s'est vu confier la pénible tâche de nettoyer Dachau. Il taira pendant quarante ans son passé militaire.
Elle écrit souvent sur les violences sexuelles sur les enfants, dont elle-même a été victime à l'âge de treize ans, lorsqu'un nouvel ami la viole sur les rochers près d'une crique locale un jour d'été,. A l'image de ses parents, elle ne dira rien, craignant que ces derniers lui reprochent d'avoir porté un short trop court ou que son père tire sur son agresseur.
Elle fréquente le Onondaga County Community College dont elle sort diplômée en 1981 puis obtient une licence en langues et linguistique de l'Université de Georgetown en 1984.

### Carrière littéraire
Laurie Halse Anderson commence sa carrière professionnelle au Philadelphia Inquirer et en tant que journaliste indépendante pour d'autres périodiques.
Elle entre en littérature en 1996. Elle publie le livre d'images Ndito Runs, illustré par Anita Van Der Merwe, sur une jeune fille kenyane qui court pieds nus à travers la campagne.
En 1999, elle publie Vous parler de ça (Speak), finaliste du National Book Award. Le roman destiné aux jeunes adultes et qui raconte les difficultés de la prise de parole d'une fille de treize ans après un viol, la révèle au grand public. Il se vend à plus de 3,5 millions d'exemplaires et est traduit en 35 langues. Le livre est adapté sous forme de roman graphique illustré par Emily Carroll (2018) et au cinéma par Jessica Sharzer (2004) avec pour actrice principale Kristen Stewart,,. Il  remporte le prix Edgar Allan Poe, le Los Angeles Times Book Prize et le Printz Honor Medal Book Award.
En 2000, elle commence une série de romans pour les 8-12 ans, Les Petits Vétérinaires, publiée en français par les éditions Pocket Jeunesse et dont le vingt-neuvième tome sort en France en 2024,.
En 2007, son roman Twisted s'immisce dans les pensées suicidaires d'un adolescent rebelle, Tyler Miller.
En 2008, l'auteure commence sa trilogie Seeds of America qui comprend les livres Chains (2008), Forge (2010) et Ashes (2016), non traduits en français. La série s'ouvre en 1776, l'année de la Déclaration d'Indépendance des Etats-Unis, et se termine en 1781. Au centre des événements se trouve Isabel, une jeune esclave de treize ans, qui, au lieu de la liberté promise, est vendue aux enchères et séparée de sa sœur. Chains est sélectionné comme finaliste du National Book Award 2008 et reçoit le prix Scott O'Dell 2009 pour la fiction historique.
En 2009, elle publie Je suis une fille de l'hiver (Wintergirls, paru en France en 2016), qui évoque les troubles alimentaires de deux adolescentes. L'auteure réalise une documentation détaillée sur ces troubles potentiellement mortels, notamment le calcul des calories et les comportements d'automutilation. Elle est en outre sélectionnée par l'American Library Association pour le prix Margaret A. Edwards pour sa « contribution significative et durable à la littérature pour jeunes adultes ».
En 2014, Ma mémoire est un couteau (The Impossible Knife of Memory, publié en France en 2017) raconte l'histoire de Hayley et de son père, qui retournent dans la ville dans laquelle Hayley a grandi afin qu'elle puisse y terminer ses études. Hayley, mature par la force des choses, vit dans un état d'inquiétude constante à propos de son père, un ancien combattant souffrant du SSPT et abusant de l'alcool afin de réprimer des souvenirs douloureux, et cache sa situation difficile à son école et aux autorités.
En 2020, elle publie un recueil de poèmes, Shout, dans lequel elle évoque les violences sexuelles dont elle a été victime à l'âge de treize ans. Ce sont des mémoires en vers puisque l'auteure écrit sur sa propre éducation et comment elle a trouvé son chemin vers les livres, la lecture et le langage. Dans un poème, elle écrit : « La seule chose qui m’a aidé à respirer était d’ouvrir un livre. ».
En 2023, elle est sélectionnée pour la cinquième année d'affilée (depuis 2019) pour le prestigieux prix suédois, parfois comparé à un Prix Nobel, le prix commémoratif Astrid-Lindgren, qu'elle remporte finalement,,. « Laurie Halse Anderson révèle avec un réalisme sombre et radieux le rôle vital du temps et des souvenirs dans la vie des jeunes. La douleur, l'anxiété, le désir, l'amour, la classe sociale et le sexe sont abordés avec un esprit impartial et une précision stylistique. » précise le jury.

#### Thématiques traitées et engagements
Tous ses romans pour adolescents sont racontés à la première personne.
Les thèmes difficiles de ses romans, y compris le viol, les dysfonctionnements familiaux, les questions liées au corps ainsi que les problèmes de santé comme les troubles du comportement alimentaire, la manière dont les traumatismes passent de génération en génération, et l'ambiance difficile des milieux universitaires, crée souvent des discussions controversées autour de ses écrits. Le désir d’amour et d’appartenance est également un thème récurrent. Bien que brutaux, et parfois même fatalistes, ses romans explorent également la quête d'identité et de vérité qui mène à la volonté de changer. Elle tente de s'adresser directement aux adolescents à propos de « leurs véritables préoccupations, leurs craintes et leurs frustrations ».
En raison des thèmes sensibles abordés, ses romans sont interdits dans les écoles de plusieurs États américains, comme au Texas,.
Laurie Halse Anderson est également engagée dans la lutte pour promouvoir la diversité dans l'édition, contrer la violence sexuelle et la censure,. Elle a ainsi été honorée pour ses combats pour la liberté intellectuelle par la Coalition nationale contre la censure et le Conseil national des professeurs d'anglais. Elle décide également en 2023 de reverser 100 000 dollars (parmi les plus de 450 000 dollars gagnés en remportant le prix commémoratif Astrid-Lindgren) à PEN America pour soutenir les efforts de l'organisation pour lutter contre la censure,.

### Vie privée
Elle est mère de quatre enfants et vit en Pennsylvanie.
Elle épouse d'abord Greg Anderson. Elle élève ses filles, Stéphanie née en 1985 et Meredith née en 1987, aux côtés plus tard de deux beaux-enfants,. Elle est également grand-mère de six petits-enfants, tous des garçons. « N'est-ce pas génial ? Nous pouvons contribuer à façonner la prochaine génération de testostérone » affirme-elle au magazine Time, après avoir évoqué les violences sexuelles vécues par les femmes et par elle-même.

## Œuvres

### SérieLes Petits Vétérinaires
1. Chiots en danger, Pocket Jeunesse, 2011 ((en) Fight for Life, 2000), trad. Joy Boswell, 144 p.  (ISBN 978-2-266-19787-8)
2. Sans abri, Pocket Jeunesse, 2011 ((en) Homeless, 2000), trad. Joy Boswell, 120 p.  (ISBN 9782-266-19788-5)
3. Une seconde chance, Pocket Jeunesse, 2011 ((en) Trickster, 2000), trad. Joy Boswell, 127 p.  (ISBN 978-2-266-19789-2)
4. Sauvetage, Pocket Jeunesse, 2011 ((en) Manatee Blues, 2000), trad. Joy Boswell, 117 p.  (ISBN 978-2-266-19790-8)
5. Un ami pour la vie, Pocket Jeunesse, 2011 ((en) Say goodbye, 2001), trad. Joy Boswell, 130 p.  (ISBN 978-2-266-19791-5)
6. Pris au piège, Pocket Jeunesse, 2011 ((en) Storm Rescue, 2001), trad. Joy Boswell, 99 p.  (ISBN 978-2-266-19792-2)
7. Une leçon de courage, Pocket Jeunesse, 2011 ((en) Teacher's Pet, 2001), trad. Sophie Dieuaide, 140 p.  (ISBN 978-2-266-21917-4)
8. Chasse interdite, Pocket Jeunesse, 2012 ((en) Trapped, 2001), trad. Sophie Dieuaide, 137 p.  (ISBN 978-2-266-22180-1)
9. Un obstacle de taille, Pocket Jeunesse, 2012 ((en) Fear of Falling, 2001), trad. Sophie Dieuaide, 121 p.  (ISBN 978-2-266-22181-8)
10. À tire-d'aile, Pocket Jeunesse, 2012 ((en) Time to Fly, 2002), trad. Sophie Dieuaide, 137 p.  (ISBN 978-2-266-22182-5)
11. Mascarade, Pocket Jeunesse, 2012 ((en) Masks, 2002), trad. Sophie Dieuaide, 111 p.  (ISBN 978-2-266-22183-2)
12. Course contre la montre, Pocket Jeunesse, 2013 ((en) End of the Race, 2003), trad. Sophie Dieuaide, 139 p.  (ISBN 978-2-266-22184-9)
13. Un nouveau départ, Pocket Jeunesse, 2013 ((en) New Beginnings, 2012), trad. Sophie Dieuaide, 130 p.  (ISBN 978-2-266-22185-6)
14. Sans défense, Pocket Jeunesse, 2013 ((en) Acting Out, 2012), trad. Sophie Dieuaide, 125 p.  (ISBN 978-2-266-22186-3)
15. Une vie meilleure, Pocket Jeunesse, 2014 ((en) Helping Hands, 2013), trad. Sophie Dieuaide, 135 p.  (ISBN 978-2-266-23459-7)
16. Abandonnés, Pocket Jeunesse, 2014 ((en) Treading Water, 2014), trad. Sophie Dieuaide, 157 p.  (ISBN 978-2-266-23460-3)
17. Oublié !, Pocket Jeunesse, 2019 ((en) Left Behind, 2016), trad. Kidi Bebey, 139 p.  (ISBN 978-2-266-23461-0)
18. Un apprentissage difficile, Pocket Jeunesse, 2019 ((en) Growing Stronger), trad. Kidi Bebey, 120 p.  (ISBN 978-2-266-23462-7)
19. Urgences, Pocket Jeunesse, 2019 ((en) Tricks and Treats), trad. Kidi Bebey, 94 p.  (ISBN 978-2-266-28196-6)

- Livres écrits par Jonaka Clarke d'après l'univers et les personnages de Laurie Halse Anderson

1. Tempête à la clinique, Pocket Jeunesse, 2019 ((en) Vet Volunteers), trad. Kidi Bebey, 122 p. (ISBN 978-2-266-28197-3)
2. Toutes griffes dehors, Pocket Jeunesse, 2020 ((en) Cat Fight), trad. Kidi Bebey, 106 p. (ISBN 978-2-266-28198-0)
3. Coup de chaud !, Pocket Jeunesse, 2020 ((en) Changing the World), trad. Kidi Bebey, 111 p. (ISBN 978-2-266-28199-7)
4. Une aide précieuse, Pocket Jeunesse, 2021 ((en) ), trad. Kidi Bebey, 112 p. (ISBN 978-2-266-28200-0)
5. Des vacances sous tension, Pocket Jeunesse, 2021 ((en) Too Hot), trad. Kidi Bebey, 101 p. (ISBN 978-2-266-28201-7)
6. Quel cirque !, Pocket Jeunesse, 2022 ((en) ), trad. Kidi Bebey, 128 p. (ISBN 978-2-266-32343-7)
7. Déboussolés, Pocket Jeunesse, 2022 ((en) ), trad. Kidi Bebey, 128 p. (ISBN 978-2-266-32457-1)
8. Coup dur !, Pocket Jeunesse, 2023 ((en) ), trad. Kidi Bebey, 112 p. (ISBN 978-2-266-33082-4)
9. De trop belles photos, Pocket Jeunesse, 2023 ((en) ), trad. Kidi Bebey, 115 p. (ISBN 978-2-266-33083-1)
10. Un ami encombrant, Pocket Jeunesse, 2024 ((en) ), trad. Kidi Bebey, 112 p. (ISBN 978-2-266-33197-5)
11. Sauve qui peut !, Pocket Jeunesse, 2024 ((en) ), trad. Kidi Bebey, 112 p. (ISBN 978-2-266-33925-4)
12. Câlinothérapie, Pocket Jeunesse, 2025 ((en) ), trad. Kidi Bebey, 112 p. (ISBN 978-2-266-34692-4)
13. Jeu de piste, Pocket Jeunesse, 2025 ((en) )  (ISBN 978-2-266-34693-1)À paraître le 13 novembre 2025

### SérieSeeds of America
1. (en) Chains, 2008
2. (en) Forge, 2010
3. (en) Ashes, 2016

### Romans indépendants
- (en) Ndito Runs, 1996
- (en) Turkey Pox, 1996
- Vous parler de ça, La Belle Colère, 2014 ((en) Speak, 1999), trad. Marie Chabin, 298 p.  (ISBN 978-2-84337-738-9)
- (en) Fever 1793, 2000
- (en) No Time for Mother's Day, 2001
- (en) The Big Cheese of Third Street, 2002
- (en) Thank You, Sarah! The Woman Who Saved Thanksgiving, 2002
- (en) Catalyst, 2002
- (en) Prom, 2005
- (en) Twisted, 2007
- (en) Independent Dames: What You Never Knew About the Women and Girls of the American Revolution, 2008
- (en) The Hair of Zoe Fleefenbacher Goes to School, 2009
- Je suis une fille de l'hiver, La Belle Colère, 2016 ((en) Wintergirls, 2009), trad. Marie de Prémonville, 315 p.  (ISBN 978-2-84337-808-9)
- Ma mémoire est un couteau, La Belle Colère, 2017 ((en) The Impossible Knife of Memory, 2014), trad. Marie de Prémonville, 445 p.  (ISBN 978-2-84337-810-2)

## Prix et distinctions
- 2000 : Finaliste du National Book Award pour Vous parler de ça (Speak) [7]
- 2009 : Margaret Edwards Award[7]
- 2010 : Finaliste Médaille Carnegie[14] pour Chains
- 2019 à 2023 :  Sélection pour le Prix commémoratif Astrid-Lindgren durant cinq années d'affilée et lauréate en 2023[10],[4]

## Adaptation de son œuvre au cinéma
- Speak , film américain réalisé par Jessica Sharzer, sorti en 2004, d'après son roman au même titre publié en 1999 (traduit en français sous le titre Vous parler de ça)[3].